# Stained Class
Stained Class – czwarty album studyjny brytyjskiego zespołu heavymetalowego Judas Priest. Został wydany 10 lutego 1978 roku przez wytwórnię CBS Records.
Większość albumu została nagrana jeszcze pod koniec 1977 r., zaledwie około dziesięciu miesięcy po nagraniu debiutu grupy dla wytwórni płytowej CBS Records, Sin After Sin. Na prośbę wytwórni, na przełomie 1977 i 1978 r., zostało dokonane dodatkowe nagranie coveru "Better by You, Better Than Me" oryginalnie nagranego przez zespół Spooky Tooth.
Album osiągnął 27. pozycję na brytyjskim zestawieniu, nieznacznie niższą od 23. pozycji albumu Sin After Sin, a także – jako pierwszy album grupy – został sklasyfikowany wśród czołowych dwustu albumów amerykańskiego zestawienia Billboard 200. Oprócz popularności w Wielkiej Brytanii, płyta zyskała "popularność" w 1990 r. za sprawą procesu sądowego w którym Judas Priest zostało oskarżone o zawarcie na płycie wstecznych i podświadomych przesłań, które przyczyniły się do śmierci dwóch fanów zespołu.
Stained Class jest określany przez krytyków metalowym arcydziełem, który ustanowił podstawę dla przyszłych, dominujących w drugiej połowie lat 80., stylów muzyki metalowej – thrashu i speed metalu. Album ustabilizował również pozycję zespołu jako prawdopodobnie najbardziej oryginalnego i muzykalnego zespołu metalowego swoich czasów.

## Historia albumu

### Październik 1977: Nagrywanie
Na drugim z rzędu albumie dla CBS Records, wytwórnia wybrała dla Judas Priest producenta Dennisa MacKaya. Przed nagraniem Stained Class, MacKay był głównie znany z jego pracy z wykonawcami jazzowymi, m.in. z Alem Di Meolą, Stanleyem Clarkiem, i Johnem McLaughlinem. Jako asystent producenta bądź inżynier dźwięku ma on na koncie również współpracę z m.in. Davidem Bowiem i Jeffem Beckiem oraz zespołami Supertramp i Return to Forever. Po współpracy z Judas Priest był producentem lub inżynierem albumów Jacka Bruce’a, Pata Traversa, Gary’ego Moore’a, Allana Holdswortha, zespołu Tygers of Pan Tang, Whitney Houston, i wielu innych.
Nagrywając w studiach nagraniowych Chipping Norton Studios w Londynie w czasie jesieni 1977 roku, MacKay wraz z zespołem próbował stworzyć utwory bardziej bezpośrednie w swoim zamierzeniu:

Myślę, że stale szukaliśmy odpowiedniego brzmienia, którego nie mieliśmy raczej zgranego ze sobą. Byliśmy pośrodku prób ucieczki od przydługich, stylistycznie po wczesnych latach '70., 9-minutowych epickich utworów i całkiem nie wiedzieliśmy dokąd zmierzać. Patrząc wstecz, muszę powiedzieć, że szukaliśmy swojej prawdziwej tożsamości.

Gdy sesja nagraniowa została zakończona i album był bliski ukończenia, CBS Records wystąpiło do zarządu grupy z prośbą o nagranie coveru, który mógłby zostać wydany jako singel. Dennis MacKay nie był już dłużej dostępny, więc inny producent został wybrany, by nagrać singel w londyńskich studiach Utopia Studios zimą na przełomie 1977 i 1978 r. Do nagrania singla, Judas Priest wybrało przerobienie utworu zespołu Spooky Tooth, "Better by You, Better Than Me:"

Powód zamieszczenia "dziwnego utworu" na albumie pochodzi z prośby od "tych sił," by rozważyć nagranie coveru jako prawdopodobnego singla. Gdy to przyszło po oryginalnych nagraniach, Dennis [MacKay] nie mógł już być naszym producentem z powodu jego zobowiązań. Więc, po poszukiwaniach nowego producenta, James Guthrie został asygnowany i nowy utwór został nagrany w Utopia Studios w Londynie.

Guthrie jest najlepiej znany z jego pracy z zespołem Pink Floyd dzięki której wygrał poszczególne nagrody za produkcję nowszych i odrestaurowanie niektórych wcześniejszych albumów grupy. Oprócz tego był m.in. producentem płyty zespołu Queensrÿche, The Warning.

### Luty 1978: Wydanie
| Statystyki        | Statystyki | Statystyki       |
| Kraj              | Pozycja    | Certyfikat       |
| ----------------- | ---------- | ---------------- |
| Wielka Brytania   | 27         | –                |
| Stany Zjednoczone | 173        | Złoty (500 tys.) |

Stained Class wydany został 10 lutego 1978 i osiągnął podobny sukces na brytyjskim zestawieniu jak pierwsze wydawnictwo dla CBS Records, Sin After Sin (23. pozycja), ale w Stanach Zjednoczonych album nie osiągnął już większego sukcesu ledwie dostając się wśród czołowych dwustu albumów krajowego zestawienia. Judas Priest odwiedziło USA jedynie kilka miesięcy wcześniej, latem 1977 r., i fani nie poznali jeszcze w pełni "innej" muzyki zespołu:

Wchodziliśmy na scenę i ludzie jedynie stali ze swoimi szczękami na podłodze – nie mogli w to uwierzyć. "Co to do cholery jest? Co to jest? Muzyka?"

To była kombinacja bycia oniemiałym, ocenienia nas, i pomyślenia: "Myślę, że ten zespół jest całkiem niezły," ale nie będąc absolutnie pewnym.

Metalem było w tamtym czasie Black Sabbath, Led Zeppelin, i Deep Purple. Nie było wtedy tak naprawdę krzykliwej sceny metalowej. Judas Priest było pierwszym zespołem, który odciął się od psychodelii i skupił po prostu na krzykliwych gitarach.
Śpiewali oni o rebelii i to było coś na co amerykańska młodzież była gotowa. Stworzyli oni niemal klasę społeczną swoją muzyką, gdyż dawała ona dzieciakom, którzy byli zbuntowani, miejsce do którego mogli pójść i być zbuntowanymi.

Chociaż płyta słynie głównie z procesu sądowego w jakim brało udział Judas Priest w 1990 r., to sam album jest określany metalowym arcydziełem, którym zespół ustabilizował swoją pozycję jako prawdopodobnie najbardziej oryginalny i muzykalny zespół metalowy swoich czasów. Jest też uważane, że Stained Class ustanowiło podstawę dla innych stylów muzyki metalowej – thrashu i speed metalu – zdobywających dominację od połowy do końca lat 80.
Dla Roba Halforda sukces dopiero nadchodził. Dzień po wydaniu albumu podzielił się on swoim spostrzeżeniem:

Mam 26 lat. Wszyscy mamy około 26 lat. Dokonałem paru dociekań jakiś czas temu i odkryłem, że większość ludzi osiąga sukces około tego wieku. Dziwne, czyż nie? Prawdopodobnie to nie jest nic głębszego niż fakt, że w końcu jesteś w tym wystarczająco długo...i że potrafisz sobie z tym poradzić.

## Tematyka
Stained Class skupia się na tematyce science fiction, popularnej w latach '70, przez co może być określony albumem koncepcyjnym. Przykładami są utwory jak – otwierający płytę – "Exciter" przedstawiający futurystyczny ogień zesłany, by ocalić uciśnionych (temat ma swoją kontynuację w utworze "Painkiller" z albumu o tej samej nazwie wydanego w 1990 roku) i "White Heat, Red Hot" zawierający barwny opis miecza świetlnego wprost z filmu Gwiezdne wojny. Znajduje się również dodatkowy, ziemski temat badany w utworze "Invader."
Choć umieszczony w kategorii "hi-fi/sci-fi," to temat fantasy jest głównym punktem albumu:

Wierzę, że główne teksty piosenek na albumie opowiadają metaforyczną opowieść o bitwie pomiędzy dobrem a złem, chaosie jaki nastał przez ten bój, i śmierci herosa. Nic zaskakującego, obalenia opowiadają identyczne historie.

Mając za sobą trudności prawdziwego życia, Rob Halford i Glenn Tipton kontynuują na tym albumie celebrowanie prawa do ludzkiej wolności oraz dobra ponad złem będącymi tematami uznanymi jako rebelianckie. Wcześniej, Priest zilustrowało swoją ideę poprzez teksty o gotyckich i mrocznych postaciach tyranii i wojny, czego przykładem są utwory – ułożone w kolejności pierwszych trzech albumów studyjnych – "Dying to Meet You," "Tyrant," czy "Sinner." Teraz, zespół te same opowieści umiejscowił wśród futurystycznych wyobrażeń.
Ironicznie, przesłania grupy na temat wolności i nadziei zostały źle zrozumiane i użyte przeciwko niej, gdy pod koniec lat 80. Stained Class stało się celem rozprawy sądowej dotyczącej zawarcia na płycie wstecznych i podświadomych przesłań.

## Okładka
Na drugiej okładce zaprojektowanej dla Judas Priest, oprócz nowego, opływowego loga, Rosław Szaybo przedstawia przyszłościowy obraz nowoczesnego blasku metalu. Wyrzeźbiona metaliczna głowa przedstawia nieskazitelną regułę człowieka przed upadkiem, gdy plama na twarzy reprezentuje rozkład upadającego człowieka, a laser przenikający przez czaszkę obrazuje osądzenie jego tyranii.
Inaczej okładkę postrzegały powódki w wielomilionowym, oskarżającym zespół o spowodowanie śmierci poprzez okładkę, procesie sądowym. W połowie lat 80. dwóch fanów Judas Priest z amerykańskiego stanu Nevada postanowiło postąpić tak, jak to jest przedstawione na okładce – jeden przestrzeliwując nabojem swoją czaszkę wskutek czego zmarł, drugi tracąc znaczną część swojej twarzy, ale przeżywając to i przyczyniając się do późniejszego zapoczątkowania procesu. Okładka była przedstawiana w czasie procesu jako dowód winny całej sprawie. Dodatkowo, oskarżyciele twierdzili, że na okładce widoczne są genitalia oraz dwuznaczna wiadomość opisująca rodzaj samobójstwa jakiego dokonała/próbowała dokonać dwójka fanów. Mimo wszystko, sędzia rozprawy orzekł, że okładka jest chroniona przez prawo do wolności słowa, więc proces przeszedł na inny temat związany z albumem.

## Single
- "Better by You, Better Than Me"/"Invader" – wydany w styczniu 1978 w Wielkiej Brytanii przez CBS Records

## Lista utworów
| 1. "Exciter" – 5:33 2. "White Heat, Red Hot" (Tipton) – 4:19 3. "Better by You, Better Than Me" (Gary Wright) – 3:25 4. "Stained Class" – 5:17 5. "Invader" (Halford, Tipton, Ian Hill) – 4:11 6. "Saints in Hell" (Halford, Tipton, K.K. Downing) – 5:28 7. "Savage" (Halford, Downing) – 3:28 8. "Beyond the Realms of Death" (Halford, Les Binks) – 6:51 9. "Heroes End" (Tipton) – 5:00 | 1. "Exciter" – 5:33 2. "White Heat, Red Hot" (Tipton) – 4:19 3. "Better by You, Better Than Me" (Wright) – 3:25 4. "Stained Class" – 5:17 5. "Invader" (Halford, Tipton, Hill) – 4:11 6. "Saints in Hell" (Halford, Tipton, Downing) – 5:28 7. "Savage" (Halford, Downing) – 3:28 8. "Beyond the Realms of Death" (Halford, Binks) – 6:51 9. "Heroes End" (Tipton) – 5:00 10. "Fire Burns Below" [*] – 6:58 11. "Better by You, Better Than Me" [na żywo/*] (Wright) – 3:40 |

- Kompozytorami (oprócz wymienionych w nawiasach) wszystkich utworów są Rob Halford i Glenn Tipton.
- [*] są oznaczone bonusowe utwory.

## Twórcy

### Wykonawcy
- Rob Halford – śpiew
- Glenn Tipton – gitara elektryczna, podkład wokalny
- K.K. Downing – gitara elektryczna
- Ian Hill – gitara basowa
- Les Binks – perkusja

### Produkcja
- Album nagrywany był od października do listopada 1977 w studiach nagraniowych Chipping Norton Studios w Londynie, Anglia
  - Dennis MacKay i Judas Priest – producenci
- Utwór "Better by You, Better Than Me" nagrywany był od grudnia 1977 do stycznia 1978 w londyńskich studiach Utopia Studios
  - James Guthrie i Judas Priest – producenci
- Album był miksowany i masterowany w londyńskich studiach Trident Studios
  - Neil Ross – inżynier i masterowanie dźwięku
- Utwór "Better by You, Better Than Me" był miksowany i masterowany w lońdyńskich studiach Advision Studios
  - Ken Thomas i Paul Northfield – inżynierzy i masterowanie dźwięku
- Roslav Szaybo z CBS Records – projekt okładki
- Ronald Kass – ilustracja okładki

### Inne
- Dave Hemmings z Arnakata Management, Londyn – zarządzanie